# Силва, Антонио
Антонио Карлос да Силва (порт.-браз. Antonio Carlos da Silva; род. 24 августа 1952, Гуаратингета) — бразильский футболист и футбольный тренер.

## Биография
В качестве футболиста провел всю свою карьеру за родной клуб «Сан-Паулу». Закончив играть, занялся тренерской деятельностью. В 1995 году Силва вошел в штаб Бундзи Кимуры в японской команде «Иокогама Флюгельс». В мае, после его отставки, бразилец до конца сезона самостоятельно возглавлял ее. Под его руководством коллектив завоевал Суперкубок Азии. В борьбе за него «Иокогама Флюгельс» по сумме двух матчей была сильнее «Тай Фармерз Банка» из Таиланда (1:1 и 3:2).

## Достижения

### Футболиста
- Чемпион Бразилии (1): 1977.
- Чемпион штата Сан-Паулу (1): 1975.

### Тренера
- Обладатель Суперкубка Азии (1): 1995.